# 特魯蒂孔
特魯蒂孔（德語：Truttikon）是瑞士联邦苏黎世州安德尔芬根区的市镇。该市镇面积为4.42平方千米，海拔高度465米，2018年12月31日人口数为477。

## 外部連結
- 特鲁蒂孔官方网站 （页面存档备份，存于） （德文）